# Getijgerde lijmspuiter
De getijgerde lijmspuiter (Scytodes thoracica) is een van de twee soorten spinnen uit de familie van de lijmspuiters (Scytodidae) die in België en Nederland voorkomen.

## Kenmerken
De spin wordt ongeveer 5 millimeter lang, de mannetjes blijven iets kleiner dan de vrouwtjes. Het nauwelijks behaarde kopborststuk is vergroot, het achterlijf is zichtbaar behaard. De kleur is lichtbruin, het achterlijf is door de zwarte beharing donkerder. De poten zijn donker gebandeerd, op het lichaam zijn onregelmatige donkere vlekken aanwezig waaraan de naam getijgerd te danken is. Net als de zesoogspinnen (Segestriidae), waar deze soort niet aan verwant is, draagt de kop zes ogen in plaats van acht zoals bij de meeste spinnen.

## Leefwijze
Net als andere lijmspuiters (of spuugspinnen) wordt de prooi van een afstand tot twee centimeter gevangen door kleverig spinrag op de prooi af te schieten waarna deze vastplakt op de ondergrond en door de spin wordt aangevallen. Op het menu staan wat kleinere insecten zoals vliegen en muggen. De lijmspuiter is de enige spin die papiervisjes, zilvervisjes en ovenvisjes ongemerkt kan besluipen en ze de baas is.

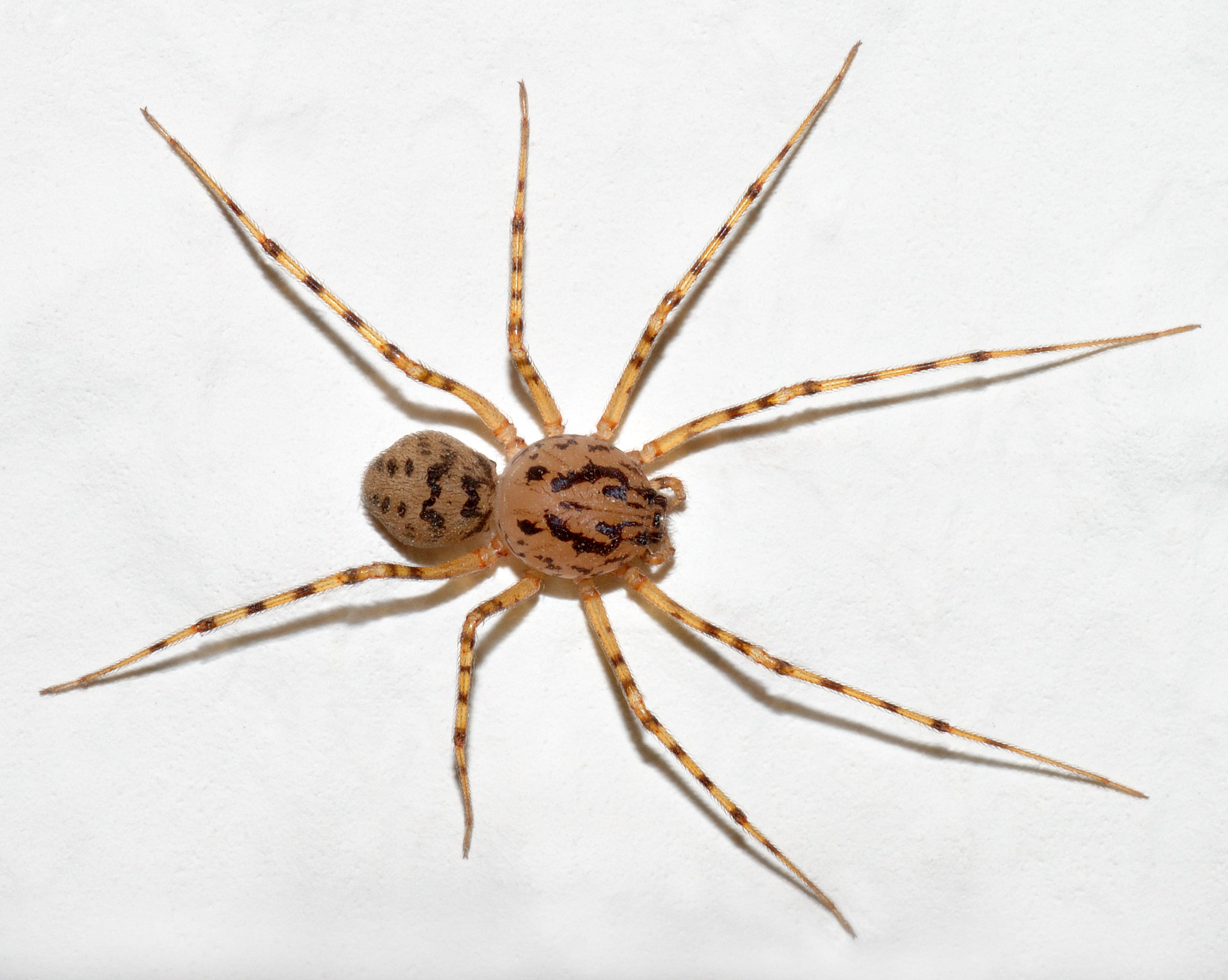
Bovenzijde
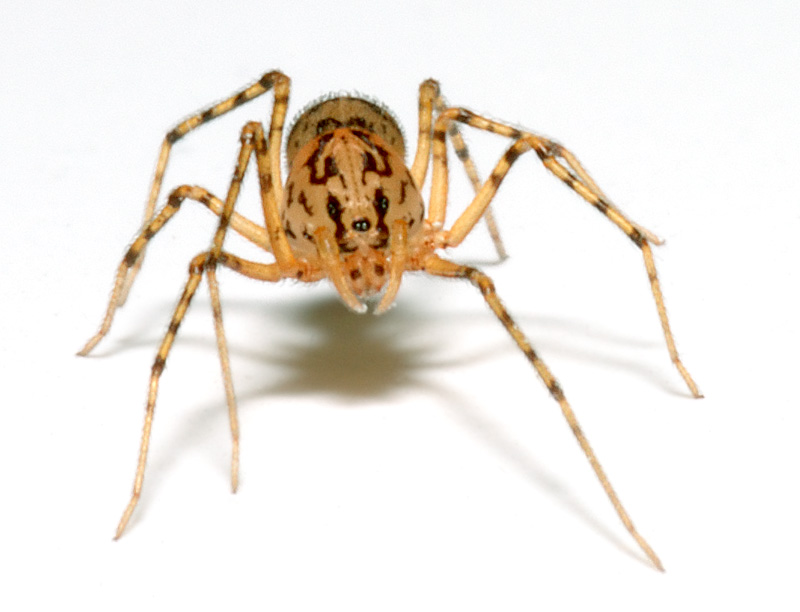
Voorzijde
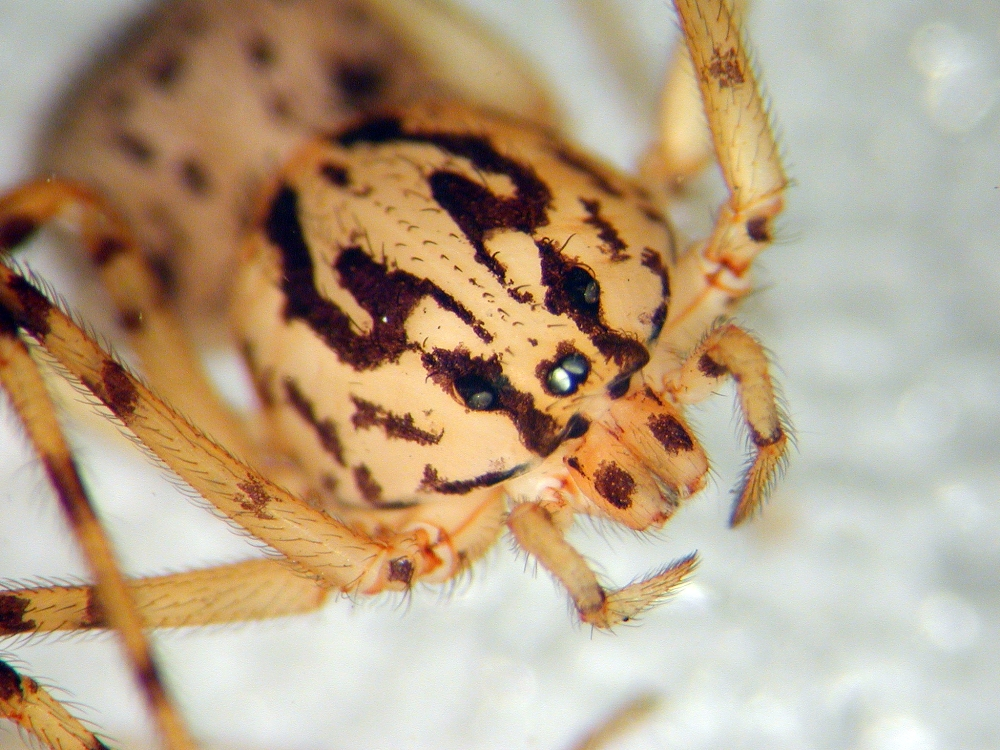
Detail kop